# Karangtengah (Kemangkon)
Karangtengah is een bestuurslaag in het regentschap Purbalingga van de provincie Midden-Java, Indonesië. Karangtengah telt 2584 inwoners (volkstelling 2010).